# Nekrolog März 2004
Nekrolog
◄◄
| ◄
| 2000
| 2001
| 2002
| 2003
| 2004 | 2005 | 2006 | 2007 | 2008 | ► | ►►
Januar |
Februar |
März |
April |
Mai |
Juni |
Juli |
August |
September |
Oktober |
November |
Dezember 2004
Weitere Ereignisse | Allgemeiner Nekrolog 2004
Die Beschreibung der verstorbenen Person sollte so kurz wie möglich gehalten sein und nur deren signifikante Tätigkeit(en) enthalten.
Neue Namen ggf. auch unter dem Geburts- und Sterbedatum, also etwa unter 1. Januar und im Geburts- und Sterbejahr (2024) eintragen (nur bei entsprechender großer Wichtigkeit). Für Beispiele siehe die schon vorhandenen Artikel.
Außerdem über die fünf zuletzt Verstorbenen, zu denen es einen ausreichend guten Artikel für eine Präsentation auf der Hauptseite gibt, nach der todesbedingten Überarbeitung der Artikel ggf. auch unter Wikipedia Diskussion:Hauptseite informieren und sie am besten auch in den anderen Wikipedia-Sprachversionen eintragen. Tipp: Regelmäßig bei news.google.de nach „ist tot“, „gestorben“ oder „verstorben“ suchen.
Wenn eine Person gestorben ist, gibt es viele Seiten zu dieser Person in der Wikipedia, die davon auch betroffen sind und entsprechend aktualisiert werden müssen. Beispiele: Namenübersichtsseite, Geburtsjahr, Geburtsort-Seiten und viele mehr.
Wie finde ich die betroffenen Seiten?
Im Suchfeld auf der linken Seite gibt man den Suchbegriff so ein: „Vorname Nachname“. Dann klickt man auf Volltext und alle Seiten mit entsprechendem Suchtext werden aufgerufen. Hier sieht man dann schnell, wo auch das Todesjahr Sinn macht oder sogar ein Teil des Artikels angepasst werden muss. Auch hilft das „Werkzeug“ auf der linken Seite sehr gut, um solche Seiten aufzufinden: „Links auf diese Seite“. Somit ist die Wikipedia wieder aktuell in allen Bereichen! Hinweis: bei Eintragung der Kategorie „Gestorben JAHR“ wird der Missbrauchsfilter 49 ausgelöst, was jedoch nicht schlimm ist. Siehe: Spezial:Missbrauchsfilter/49
Dies ist eine Liste von im März 2004 verstorbenen bekannten Persönlichkeiten. Die Einträge erfolgen innerhalb der einzelnen Daten alphabetisch sortiert. Tiere sind im Nekrolog für Tiere zu finden.

## März
| Tag      | Name                                         | Beruf, bekannt als                                                                          | Alter | Beleg |
| -------- | -------------------------------------------- | ------------------------------------------------------------------------------------------- | ----- | ----- |
| 1. März  | Augusto da Costa                             | brasilianischer Fußballspieler                                                              | 83    |       |
| 1. März  | Eric Cross                                   | britischer Kameramann                                                                       | 101   |       |
| 1. März  | Fawzi El Fakharani                           | ägyptischer Klassischer Archäologe                                                          | 82    |       |
| 1. März  | Manfred Klein                                | deutscher Fußballspieler                                                                    | 68    |       |
| 1. März  | Tadjidine Ben Said Massounde                 | komorischer Politiker                                                                       |       |       |
| 1. März  | Erich Vanis                                  | österreichischer Bergsteiger, Autor                                                         | 75    |       |
| 2. März  | William J. Bouwsma                           | US-amerikanischer Historiker und Hochschullehrer                                            | 80    |       |
| 2. März  | Berndt Egerbladh                             | schwedischer Komponist, Jazzpianist und Fernsehmoderator                                    | 71    |       |
| 2. März  | Walter Grieder                               | Schweizer Grafiker, Illustrator und Maler                                                   | 89    |       |
| 2. März  | Tony Lee                                     | britischer Jazzmusiker                                                                      | 69    |       |
| 2. März  | Mercedes McCambridge                         | US-amerikanische Radiosprecherin sowie Theater- und Filmschauspielerin                      | 87    |       |
| 2. März  | Heinrich Pera                                | deutscher katholischer Theologe, Mitbegründer Hospizbewegung in Deutschland                 |       |       |
| 2. März  | Gilbert Plass                                | kanadischer Physiker                                                                        | 83    |       |
| 3. März  | Cecily Adams                                 | US-amerikanische Schauspielerin und Regisseurin                                             | 46    |       |
| 3. März  | Max Caflisch                                 | Schweizer Typograf, Buchgestalter und Schrift-Kenner                                        | 87    |       |
| 3. März  | Sumantra Ghoshal                             | indischer Wirtschaftswissenschaftler                                                        | 55    |       |
| 3. März  | Eleonore Noelle                              | deutsche Schauspielerin und Synchronsprecherin                                              | 80    |       |
| 3. März  | Anna Sadurska                                | polnische Klassische Archäologin                                                            | 82    |       |
| 3. März  | Miriam Waddington                            | kanadische Schriftstellerin                                                                 | 86    |       |
| 3. März  | Russell F. Weigley                           | US-amerikanischer Militärhistoriker                                                         | 73    |       |
| 4. März  | Michel Décaudin                              | französischer Romanist und Literaturwissenschaftler                                         | 84    |       |
| 4. März  | Walter Gómez                                 | uruguayischer Fußballspieler                                                                | 76    |       |
| 4. März  | Fernando Lázaro Carreter                     | spanischer Romanist und Hispanist, Sprach- und Literaturwissenschaftler                     | 80    |       |
| 4. März  | John McGeoch                                 | schottischer Gitarrist                                                                      | 48    |       |
| 4. März  | Claude Nougaro                               | französischer Jazz-Sänger, Dichter, Maler und Zeichner                                      | 74    |       |
| 4. März  | George E. Pake                               | US-amerikanischer Physiker                                                                  | 79    |       |
| 4. März  | Artemio Prati                                | italienischer Geistlicher, Bischof von Carpi                                                | 97    |       |
| 4. März  | Jean-Pierre Vigier                           | französischer Physiker                                                                      | 84    |       |
| 5. März  | Rafael Armenteros                            | spanischer Teilchenphysiker                                                                 |       |       |
| 5. März  | Carlos Julio Arosemena Monroy                | ecuadorianischer Politiker, Staatspräsident Ecuadors                                        | 84    |       |
| 5. März  | George Avery                                 | US-amerikanischer Germanist                                                                 | 76    |       |
| 5. März  | Thorkild Bjørnvig                            | dänischer Lyriker, Schriftsteller und Übersetzer                                            | 86    |       |
| 5. März  | Nicholas Carmen Dattilo                      | US-amerikanischer Geistlicher, Bischof von Harrisburg                                       | 71    |       |
| 5. März  | William Zephyrine Gomes                      | indischer Geistlicher, Bischof von Poona                                                    | 87    |       |
| 5. März  | Hans Hachmann                                | deutscher Pflanzenzüchter                                                                   | 73    |       |
| 5. März  | Reinhold Jackstell                           | deutscher Fußballspieler und -trainer                                                       | 80    |       |
| 5. März  | Hildegard Kremper-Fackner                    | deutsche Malerin und Grafikerin                                                             | 70    |       |
| 5. März  | Tom Leonard                                  | irischer Politiker                                                                          | 79    |       |
| 5. März  | Stanisław Musiał                             | polnischer katholischer Theologe                                                            | 65    |       |
| 5. März  | Mike O’Callaghan                             | US-amerikanischer Politiker, Gouverneur von Nevada                                          | 74    |       |
| 5. März  | Stefan Sandkühler                            | deutscher Arzt, Professor für Medizin                                                       | 83    |       |
| 5. März  | Masanori Tokita                              | japanischer Fußballspieler                                                                  | 78    |       |
| 6. März  | Rudolf am Bach                               | Schweizer Pianist                                                                           | 84    |       |
| 6. März  | Peggy Butts                                  | römisch-katholische Ordensfrau, Professorin für politische Theorie und kanadische Senatorin | 79    |       |
| 6. März  | János Fazekás                                | rumänischer Politiker                                                                       | 78    |       |
| 6. März  | Gerhard Fittkau                              | deutscher Theologe, Dogmatiker, Buchautor und Publizist                                     | 91    |       |
| 6. März  | Eugene Kash                                  | kanadischer Geiger, Dirigent und Musikpädagoge                                              | 91    |       |
| 6. März  | Priscilla Paris                              | US-amerikanische Sängerin                                                                   | 63    |       |
| 6. März  | Jonas Tatoris                                | litauischer Kunsthistoriker                                                                 | 78    |       |
| 7. März  | Giorgos G. Alisandratos                      | griechischer Neogräzist, Literaturkritiker und Historiker                                   |       |       |
| 7. März  | Bengt Fahlkvist                              | schwedischer Ringer                                                                         | 81    |       |
| 7. März  | Jack Holden                                  | britischer Langstreckenläufer                                                               | 96    |       |
| 7. März  | Ruth Jecklin                                 | Schweizer Schauspielerin                                                                    | 69    |       |
| 7. März  | Ingeburg Kanstein                            | deutsche Schauspielerin, Autorin, Hörspiel- und Synchronsprecherin                          | 64    |       |
| 7. März  | Irmgard Lankenau                             | deutsche Bibliothekarin                                                                     | 51    |       |
| 7. März  | Gertraud Middelhauve                         | deutsche Verlegerin                                                                         | 74    |       |
| 7. März  | Jean-Marie-Joseph-Augustin Pasquier          | französischer Geistlicher, Bischof von Ngaoundéré                                           | 79    |       |
| 7. März  | Michael Stringer                             | britischer Filmarchitekt                                                                    | 79    |       |
| 7. März  | Alfred Walter                                | österreichischer Dirigent                                                                   | 74    |       |
| 7. März  | Paul Winfield                                | US-amerikanischer Fernseh- und Filmschauspieler                                             | 64    |       |
| 8. März  | Abu Abbas                                    | palästinensischer Gründer und Führer der Palästinensischen Befreiungsfront (PLF)            | 55    |       |
| 8. März  | János Bognár                                 | ungarischer Radrennfahrer                                                                   | 89    |       |
| 8. März  | Sivaramakrishna Chandrasekhar                | indischer Physiker                                                                          | 73    |       |
| 8. März  | Józef Gucwa                                  | polnischer katholischer Bischof                                                             | 80    |       |
| 8. März  | Rainer Hess                                  | deutscher Romanist, Lusitanist und Literaturwissenschaftler                                 | 67    |       |
| 8. März  | Jan Lichardus                                | deutsch-slowakischer Vorgeschichtsforscher                                                  | 65    |       |
| 8. März  | Alfons Lütke-Westhues                        | deutscher Springreiter                                                                      | 73    |       |
| 8. März  | Robert Pastorelli                            | US-amerikanischer Schauspieler                                                              | 49    |       |
| 8. März  | Herbert Viefhues                             | deutscher Psychiater und Hochschullehrer                                                    | 84    |       |
| 8. März  | Klaus F. Wagner                              | deutscher Verleger und Herausgeber                                                          | 82    |       |
| 9. März  | Rudolf Bergius                               | deutscher Psychologe                                                                        | 89    |       |
| 9. März  | Nikola Delew                                 | bulgarischer Skilangläufer                                                                  | 79    |       |
| 9. März  | Ottmar Knacke                                | deutscher Metallurg und Rektor der RWTH Aachen                                              | 83    |       |
| 9. März  | Friedrich Lang                               | deutscher Pfarrer, Theologe und Ephorus                                                     | 90    |       |
| 9. März  | John Mayer                                   | indischer Musiker                                                                           | 73    |       |
| 9. März  | Egon Matt                                    | liechtensteinischer Skilangläufer                                                           | 78    |       |
| 9. März  | Coleridge-Taylor Perkinson                   | US-amerikanischer Komponist und Dirigent                                                    | 71    |       |
| 9. März  | Arthur Schweitzer                            | US-amerikanisch-deutscher Wirtschafts- und Sozialwissenschaftler                            | 98    |       |
| 10. März | Olle Adolphson                               | schwedischer Liedersänger, Komponist und Gitarrist                                          | 69    |       |
| 10. März | Boryslaw Brondukow                           | sowjetischer und ukrainischer Schauspieler und Volkskünstler                                | 66    |       |
| 10. März | Jack Creley                                  | US-amerikanischer Schauspieler                                                              | 78    |       |
| 10. März | Norbert Grupe                                | deutscher Boxer und Schauspieler                                                            | 63    |       |
| 10. März | Pierre Jeannin                               | französischer Historiker                                                                    | 79    |       |
| 10. März | Fortunata Obrąpalska                         | polnische Fotografin                                                                        | ≈95   |       |
| 10. März | Robert D. Orr                                | US-amerikanischer Politiker                                                                 | 86    |       |
| 10. März | Helmut Reckter                               | deutscher Missionar in Simbabwe und erster Bischof von Chinhoyi                             | 70    |       |
| 10. März | Hansjörg Schlager                            | deutscher Skirennläufer                                                                     | 55    |       |
| 10. März | David Shoenberg                              | britischer Physiker                                                                         | 93    |       |
| 11. März | Gerhard Bengsch                              | deutscher Schriftsteller und Drehbuchautor                                                  | 75    |       |
| 11. März | Philip Fisher                                | US-amerikanischer Investor                                                                  | 96    |       |
| 12. März | Finn Carling                                 | norwegischer Schriftsteller                                                                 | 78    |       |
| 12. März | Yvonne Cernota                               | deutsche Bobfahrerin                                                                        | 24    |       |
| 12. März | Karel Kachyňa                                | tschechischer Filmregisseur und Drehbuchautor                                               | 79    |       |
| 12. März | Sylvi Saimo                                  | finnische Kanutin und Politikerin, Mitglied des Reichstags                                  | 89    |       |
| 12. März | Jekaterina Sawadowskaja                      | sowjetische bzw. russische Physikerin und Hochschullehrerin                                 | 90    |       |
| 12. März | Hans-Jürgen Schlieker                        | deutscher Maler                                                                             | 79    |       |
| 13. März | Guttorm Berge                                | norwegischer Skirennläufer                                                                  | 74    |       |
| 13. März | Vilayat Khan                                 | indischer Sitarvirtuose                                                                     | 75    |       |
| 13. März | Franz König                                  | österreichischer Kardinal und Erzbischof                                                    | 98    |       |
| 13. März | Abdullah Omar                                | südafrikanischer Rechtsanwalt und Politiker                                                 | 69    |       |
| 13. März | Johannes Wirsching                           | deutscher evangelischer Theologe und Hochschullehrer                                        | 74    |       |
| 14. März | Siradiou Diallo                              | guineischer Oppositionspolitiker                                                            | 67    |       |
| 14. März | Nicolai Herlofson                            | norwegischer Forscher im Bereich Geophysik                                                  | 87    |       |
| 14. März | Winfried Krauß                               | deutscher Politiker (NPD)                                                                   | 57    |       |
| 14. März | René Laloux                                  | französischer Regisseur und Maler                                                           | 74    |       |
| 15. März | Peter Basch                                  | US-amerikanischer Starfotograf                                                              | 82    |       |
| 15. März | Ute Bromberger                               | deutsche Journalistin                                                                       | 66    |       |
| 15. März | Edvardas Gružas                              | litauischer Verwaltungsjurist                                                               | 55    |       |
| 15. März | John Hobhouse, Baron Hobhouse of Woodborough | britischer Richter und Law Lord                                                             | 72    |       |
| 15. März | Gert Hummel                                  | evangelischer Theologe und Bischof der Evangelisch-Lutherischen Kirche in Georgien          | 71    |       |
| 15. März | Václav Kozák                                 | tschechoslowakischer Ruderer                                                                | 66    |       |
| 15. März | Philippe Lemaire                             | französischer Schauspieler                                                                  | 77    |       |
| 15. März | Albert Mansfeld                              | israelischer Architekt                                                                      | 92    |       |
| 15. März | William Hayward Pickering                    | neuseeländischer Physiker und Weltraumpionier                                               | 93    |       |
| 15. März | John Anthony Pople                           | britischer Mathematiker und Chemiker und Nobelpreisträger für Chemie                        | 78    |       |
| 15. März | Humbert Spitzer                              | langjähriger Obmann des WITAF (Wiener Taubstummen-Fürsorgeverband)                          | 80    |       |
| 15. März | Peter Staechelin                             | deutscher Maler                                                                             |       |       |
| 16. März | Rafael Bellido Caro                          | römisch-katholischer Geistlicher, Bischof von Jerez de la Frontera                          | 80    |       |
| 16. März | Michel Descombin                             | französischer Radrennfahrer                                                                 | 66    |       |
| 16. März | Jeannie Ebner                                | österreichische Schriftstellerin und Übersetzerin                                           | 85    |       |
| 16. März | Hans-Joachim Hoffmann-Nowotny                | deutscher Soziologe                                                                         | 69    |       |
| 16. März | Kraft zu Hohenlohe-Langenburg                | deutscher Adelsnachkomme, Chef des Hauses Hohenlohe-Langenburg                              | 68    |       |
| 16. März | Hank Marr                                    | US-amerikanischer R-&-B- und Jazzmusiker                                                    | 77    |       |
| 16. März | Karl Konrad Polheim                          | österreichischer Germanist                                                                  | 76    |       |
| 16. März | Illo Schieder                                | deutsche Schlagersängerin                                                                   | 81    |       |
| 16. März | Maria Simma                                  | österreichische Geistheilerin                                                               | 89    |       |
| 17. März | Albert Bleckmann                             | deutscher Rechtswissenschaftler                                                             | 71    |       |
| 17. März | Monique Laederach                            | Schweizer Schriftstellerin und Literaturkritikerin                                          | 65    |       |
| 17. März | Michael Mellinger                            | Schauspieler                                                                                | 74    |       |
| 17. März | Gerhard Merz                                 | deutsch-israelischer Waffenschmuggler und Söldner                                           |       |       |
| 17. März | Claus Josef Riedel                           | österreichischer Unternehmer und Glasdesigner                                               | 79    |       |
| 17. März | Bernie Scherer                               | US-amerikanischer American-Football-Spieler                                                 | 91    |       |
| 17. März | Mario Wandruszka                             | österreichischer Romanist und Sprachwissenschaftler                                         | 92    |       |
| 18. März | Charlie Adams                                | US-amerikanischer Country-Musiker                                                           | 83    |       |
| 18. März | Ivan Bystřina                                | tschechischer Kommunikationswissenschaftler und Professor an der Freien Universität Berlin  | 79    |       |
| 18. März | Wallace Davenport                            | US-amerikanischer Jazzmusiker                                                               | 78    |       |
| 18. März | Robert Haider                                | Vater von Jörg Haider                                                                       | 89    |       |
| 18. März | Walter Hofer                                 | österreichischer Politiker (SPÖ), Landtagsabgeordneter                                      | 63    |       |
| 18. März | Jacques Leenaert                             | französischer Fußballspieler                                                                | 83    |       |
| 18. März | Rex Raab                                     | britischer Architekt und Anthroposoph                                                       | 89    |       |
| 18. März | Erna Spoorenberg                             | niederländische Sopranistin                                                                 | 77    |       |
| 19. März | Roy Abbott                                   | australischer Politiker (South Australia)                                                   | 76    |       |
| 19. März | Jitzhak Ben-Ari                              | israelischer Botschafter                                                                    |       |       |
| 19. März | Wolfgang Böhme                               | deutscher Zahnmediziner                                                                     | 78    |       |
| 19. März | Ricardo Durand Flórez                        | peruanischer Geistlicher, katholischer Bischof                                              | 86    |       |
| 19. März | Leo Frank                                    | österreichischer Krimi-Schriftsteller                                                       | 78    |       |
| 19. März | Ingemar Haraldsson                           | schwedischer Fußballspieler                                                                 | 76    |       |
| 19. März | Magool                                       | somalische Sängerin und Musikerin                                                           |       |       |
| 19. März | Hans-Jürgen Richter                          | deutscher Soziologe                                                                         | 62    |       |
| 19. März | Mitchell Sharp                               | kanadischer Politiker                                                                       | 92    |       |
| 19. März | Ladislaus Simacek                            | österreichischer Leichtathlet                                                               | 90    |       |
| 19. März | Josef Stingl                                 | deutscher Politiker (CSU), MdB                                                              | 85    |       |
| 19. März | Tamis Wever                                  | niederländischer Künstler und Theologe                                                      | 67    |       |
| 20. März | Miguel d’Aversa                              | italienischer Ordensgeistlicher, Bischof von Humaitá                                        | 88    |       |
| 20. März | Edmund Gassner                               | deutscher Stadtplaner und Universitätsrektor                                                | 96    |       |
| 20. März | Christel Guillaume                           | deutsche Stasiagentin und Spionin der DDR                                                   | 76    |       |
| 20. März | Juliana                                      | niederländische Königin                                                                     | 94    |       |
| 20. März | Max Nagel                                    | deutscher Politiker (SPD), MdL                                                              | 54    |       |
| 20. März | Joakim Segedi                                | kroatischer Geistlicher, Weihbischof in Križevci                                            | 99    |       |
| 20. März | Pierre Sévigny                               | kanadischer Politiker, Professor und Offizier                                               | 86    |       |
| 20. März | Abraham van der Sluis                        | niederländischer Mathematiker                                                               | 75    |       |
| 20. März | Fridolin von Spaun                           | deutscher politischer Aktivist, Archivbegründer und Familienforscher                        | 102   |       |
| 21. März | Yvan Audouard                                | französischer Schriftsteller                                                                | 90    |       |
| 21. März | Johnny Bristol                               | US-amerikanischer Sänger                                                                    | 65    |       |
| 21. März | Helma Cardauns                               | deutsche Schriftstellerin                                                                   | 90    |       |
| 21. März | C. West Churchman                            | US-amerikanischer Philosoph und Systemwissenschaftler                                       | 90    |       |
| 21. März | Sabine Gramlich                              | deutsche Friedensaktivistin                                                                 | 91    |       |
| 21. März | Anton Riederer                               | deutscher Politiker (SPD), MdL                                                              | 74    |       |
| 21. März | Mirwais Sadik                                | afghanischer Politiker                                                                      |       |       |
| 21. März | Carl Schuster                                | deutscher Journalist und Schriftsteller                                                     | 96    |       |
| 21. März | Robert Snyder                                | US-amerikanischer Dokumentarfilmer                                                          | 88    |       |
| 21. März | Don Thompson                                 | kanadischer Jazzmusiker, Arrangeur und Komponist                                            | 71    |       |
| 21. März | Hermann-Josef Weidinger                      | österreichischer Prämonstratenser-Chorherr und Missionar                                    | 86    |       |
| 21. März | John C. West                                 | US-amerikanischer Politiker                                                                 | 81    |       |
| 22. März | Fritz Aurada                                 | österreichischer Kartograph, Geograph und Autor                                             | 87    |       |
| 22. März | Janet Akyüz Mattei                           | türkische Astronomin                                                                        | 61    |       |
| 22. März | Gerhardt Preuschen                           | deutscher Agrarwissenschaftler                                                              | 96    |       |
| 22. März | Ahmad Yasin                                  | palästinensischer Mitbegründer der Hamas                                                    |       |       |
| 23. März | Lorand Fenyves                               | kanadischer Geiger und Musikpädagoge ungarisch-jüdischer Herkunft                           | 86    |       |
| 23. März | Rupert Hamer                                 | australischer Politiker                                                                     | 87    |       |
| 23. März | Otto Kumm                                    | deutscher Offizier, zuletzt Brigadeführer der Waffen-SS                                     | 94    |       |
| 23. März | Richard Lumley, 12. Earl of Scarbrough       | britischer Peer und Politiker                                                               | 71    |       |
| 23. März | Fred Schulz                                  | deutscher Brigadegeneral und erster Kommandeur des Kommandos Spezialkräfte der Bundeswehr   | 65    |       |
| 23. März | Ellinor Symmangk                             | deutsche Industrie-Designerin und Porzellankünstlerin                                       | 72    |       |
| 24. März | Herbert Beckert                              | deutscher Mathematiker                                                                      | 83    |       |
| 24. März | Joshua Eilberg                               | US-amerikanischer Politiker                                                                 | 83    |       |
| 24. März | Michael Garrison                             | US-amerikanischer Vertreter der Elektronischen Musik                                        | 47    |       |
| 24. März | Richard Leech                                | irischer Schauspieler                                                                       | 81    |       |
| 24. März | Margot Schmidt                               | deutsche Klassische Archäologin                                                             | 71    |       |
| 24. März | Nathan Schwalb                               | jüdischer Gewerkschafter, Widerstandskämpfer gegen den Nationalsozialismus und Judenretter  | 95    |       |
| 24. März | Bernhard Termath                             | deutscher Fußballspieler und -trainer                                                       | 75    |       |
| 25. März | Artie Baker                                  | US-amerikanischer Jazzmusiker                                                               | 89    |       |
| 25. März | Max Hummeltenberg                            | deutscher politischer Funktionär                                                            | 90    |       |
| 25. März | Tom Reichelt                                 | deutscher Maler                                                                             | 83    |       |
| 25. März | Tom Wilson                                   | schottischer DJ und Musikproduzent                                                          | 52    |       |
| 25. März | Karl Joachim Weintraub                       | US-amerikanischer Historiker                                                                | ≈80   |       |
| 26. März | Kamo Takeshi                                 | japanischer Fußballspieler                                                                  | 89    |       |
| 26. März | Fred Karlin                                  | US-amerikanischer Filmkomponist und Buchautor                                               | 67    |       |
| 26. März | Stelvio Massi                                | italienischer Kameramann und Regisseur                                                      | 75    |       |
| 26. März | Luis Aníbal Rodríguez Pardo                  | bolivianischer Geistlicher, katholischer Bischof                                            | 89    |       |
| 26. März | J. Edward Roush                              | US-amerikanischer Politiker                                                                 | 83    |       |
| 26. März | Heinz Rox-Schulz                             | deutscher Globetrotter und Abenteurer                                                       | 83    |       |
| 26. März | Hans-Joachim Schwager                        | deutscher Theologe und Pädagoge                                                             | 75    |       |
| 26. März | Jesus J. Sison                               | philippinischer römisch-katholischer Geistlicher, Bischof von Tarlac                        | 85    |       |
| 26. März | Jan Sterling                                 | US-amerikanische Theater- und Filmschauspielerin                                            | 82    |       |
| 27. März | Peter Diamond                                | britischer Schauspieler und Stuntman                                                        | 74    |       |
| 27. März | Günter Glende                                | deutscher Funktionär, Abteilungsleiter des ZK der SED                                       | 86    |       |
| 27. März | Adalbert Jordan                              | deutscher Bauunternehmer und Fußballfunktionär                                              | 66    |       |
| 27. März | Miriam Lichtheim                             | US-amerikanisch-israelische Ägyptologin                                                     | 89    |       |
| 27. März | Christopher Longuet-Higgins                  | britischer Chemiker und Physiker                                                            | 80    |       |
| 27. März | Dirk Reinartz                                | deutscher Fotograf                                                                          | 56    |       |
| 27. März | John Sack                                    | US-amerikanischer Journalist und Schriftsteller                                             | 74    |       |
| 27. März | Ursula Sigismund                             | deutsche Schriftstellerin                                                                   | 91    |       |
| 27. März | Hans Sommer                                  | Schweizer Radrennfahrer                                                                     | 79    |       |
| 27. März | Kenneth Edward Untener                       | römisch-katholischer Bischof von Saginaw                                                    | 66    |       |
| 27. März | Jiří Vackář                                  | tschechischer Elektrotechniker                                                              | 85    |       |
| 27. März | James Wapakhabulo                            | ugandischer Politiker                                                                       | 59    |       |
| 28. März | Lise de Baissac                              | französische Agentin des britischen SOE                                                     | 98    |       |
| 28. März | Albert Brülls                                | deutscher Fußballspieler                                                                    | 67    |       |
| 28. März | Karl Haaser                                  | deutscher Jurist                                                                            | 92    |       |
| 28. März | Erich Hauser                                 | deutscher Bildhauer                                                                         | 73    |       |
| 28. März | Robert Merle                                 | französischer Schriftsteller und Romancier                                                  | 95    |       |
| 28. März | Walter B. Miller                             | US-amerikanischer Ethnologe, Soziologe und Kriminologe                                      | 84    |       |
| 28. März | Ljubiša Spajić                               | jugoslawischer Fußballspieler und -trainer                                                  | 78    |       |
| 28. März | Heinrich L. Nickel                           | deutscher Kunsthistoriker, Byzantinist und Hochschullehrer                                  | 76    |       |
| 28. März | Juan Manuel Tato                             | argentinischer HNO-Mediziner                                                                | 101   |       |
| 28. März | Peter Ustinov                                | britischer Schriftsteller, Schauspieler und Regisseur                                       | 82    |       |
| 29. März | Denny Dent                                   | US-amerikanischer Maler                                                                     | 55    |       |
| 29. März | Joel Feinberg                                | US-amerikanischer Philosoph                                                                 | 77    |       |
| 29. März | Charles Grenzbach                            | US-amerikanischer Tontechniker                                                              | 80    |       |
| 29. März | Walter Masing                                | deutscher Physiker                                                                          | 88    |       |
| 29. März | Margaret McCord                              | südafrikanische Autorin                                                                     | 87    |       |
| 29. März | Peter Reinhold                               | deutscher Maler und Grafiker                                                                | 81    |       |
| 29. März | Simone Renant                                | französische Schauspielerin                                                                 | 93    |       |
| 29. März | Joseph Salamé                                | libanesischer maronitischer Geistlicher, Erzbischof von Aleppo                              | 89    |       |
| 30. März | Gertrud Aretz                                | deutsche Fürsorgerin und Politikerin                                                        | 89    |       |
| 30. März | Salvatore Burruni                            | italienischer Boxer im Fliegengewicht                                                       | 70    |       |
| 30. Juni | Heinz Carwin                                 | österreichischer Schriftsteller                                                             | 83    |       |
| 30. März | Alistair Cooke                               | britisch-US-amerikanischer Journalist und Moderator                                         | 95    |       |
| 30. März | Robert Dados                                 | polnischer Speedwayfahrer                                                                   | 27    |       |
| 30. März | Erick Friedman                               | US-amerikanischer Violinist und Musikpädagoge                                               | 64    |       |
| 30. März | Michael King                                 | neuseeländischer Historiker                                                                 | 58    |       |
| 30. März | Willy Tröger                                 | deutscher Fußballnationalspieler                                                            | 75    |       |
| 30. März | Timi Yuro                                    | US-amerikanische Sängerin                                                                   | 63    |       |
| 31. März | Luigi Agustoni                               | Schweizer Theologe, Kirchenmusiker und Professor                                            | 87    |       |
| 31. März | René Gruau                                   | italienischstämmiger Modeillustrator                                                        | 95    |       |
| 31. März | Hedi Lang                                    | Schweizer Politikerin                                                                       | 72    |       |
| 31. März | John Warburton Paul                          | britischer Gouverneur in verschiedenen Kolonien                                             | 88    |       |
| 31. März | Hedwig Pistorius                             | österreichische Schauspielerin                                                              | 97    |       |
| 31. März | Vincenzo Savio                               | italienischer Ordenspriester und römisch-katholischer Bischof                               | 59    |       |
| 31. März | Helmuth Volkwein                             | deutscher Graphiker, Kunstmaler und Senator (Bayern)                                        | 83    |       |
| 31. März | Rudolf Wlassny                               | deutscher Fußballspieler                                                                    | 81    |       |
| März     | Rudi Maier                                   | deutscher Fußballspieler                                                                    | 81    |       |